# لامیا کادور
لامیا کادور (آلمانی: Lamya Kaddor؛ زادهٔ ۱۱ ژوئن ۱۹۷۸) نویسنده و محقق مطالعات اسلامی سوری‌تبار اهل اهلن آلمان است که از زمان انتخابات ۲۰۲۱ به‌عنوان نمایندهٔ پارلمان آلمان مشغول به کار بوده‌است. او بنیان‌گذار و رئیس انجمن لیبرال-اسلامی است و به‌خاطر معرفی آموزش اسلامی به‌زبان آلمانی در مدارس دولتی در آلمان شناخته شده‌است.

## اوایل زندگی
کادور در سال ۱۹۷۸ از سوریه به آلمان مهاجرت کرد.

## حرفه معلمی
کادور به‌همراه رابیا مولر نخستین ترجمهٔ آلمانی قرآن را برای کودکان و بزرگسالان منتشر کرد کخ «قرآن برای کوکان و بزرگسالان» نام داشت. علاوه بر این، او مبتکر و ویراستار نخستین کتاب مدرسه‌ای آلمانی برای تعلیم و تربیت اسلامی با نام «سفیر» است.
کادور، به‌ویژه از سال ۲۰۱۴ به بعد، مشغول به کار بر روی موضوع سلفی‌گری و اسلام‌گرایی بوده‌است. پنج تن از شاگردان سابق او برای جهاد در سوریه داوطلب شدند و کادور این موضوع را یک شکست شخصی تلقی کرده‌است.
کادور مدتی را در یک مدرسهٔ راهنمایی در دینزلاکن در نوردراین-وستفالن به تدریس تعلیمات اسلامی مشغول بود.
کادور در ژوئن ۲۰۱۷ به‌همراه تارک محمد، فعال صلح، راهپیمایی اعتراضی با ما نیست در کلن را به‌منظور موضع‌گیری در برابر اعمال تروریستی و خشونت‌آمیز انجام‌شده با نام اسلام ترتیب داد.

## زندگی سیاسی
در مذاکرات برای تشکیل ائتلافی از حزب سوسیال دموکرات (SPD)، حزب سبزها و حزب دموکرات آزاد (FDP) پس از انتخابات ۲۰۲۱ آلمان که ائتلاف چراغ راهنمایی نام گرفت، کادور بخشی از هیئت اعزامی حزب خود در کارگروه امنیت داخلی، حقوق مدنی و حمایت از مصرف‌کنندگان به ریاست مشترک کریستین لامبرشت، کنستانتین فون نوتز و ولفگانگ کوبیکی بود.
کادور در پارلمان آلمان از سال ۲۰۲۱ در کمیتهٔ امور داخلی مشغول به کار است.

## سایر فعالیت‌ها
- بنیاد یادبود یهودیان مقتول اروپا، عضو هیئت امناء (از سال ۲۰۲۲)[۱۲]
- کالج اسلامی آلمان (IKD)، عضو هیئت مشاوران (از سال ۲۰۲۱)[۱۳]

## مواضع سیاسی
زمانی که هانس-پتر فریدریش در اولین کنفرانس خبری خود به عنوان وزیر کشور فدرال در سال ۲۰۱۱ گفت که «اسلام در آلمان چیزی است که در هیچ نقطه‌ای از تاریخ ثبت نشده‌است» و اسلام نقش مهمی در فرهنگ آلمان ایفا نکرده‌است، کادور پاسخ داد که چنین اظهاراتی نه تنها از نظر سیاسی و تاریخی اشتباه است، بلکه به نظر من خطرناک است.